# Carl Plötz
Carl Plötz est un entomologiste prussien, né en 1814 et mort le 12 août 1886.
Carl Plötz a étudié les lépidoptères en se spécialisant dans les Hesperiidae.
Il a été membre de la Société entomologiste de Stettin.